# Shahrestān-e Bījār
Shahrestān-e Bījār (persiska: شهرستان بيجار, بيجار) är en delprovins (shahrestan) i Iran.   Den ligger i provinsen Kurdistan, i den nordvästra delen av landet, 300 km väster om huvudstaden Teheran.
Delprovinsen hade 89 162 invånare 2016.